# Dobrzyca (gemeente)
De gemeente Dobrzyca is een landgemeente in het Poolse woiwodschap Groot-Polen, in powiat Pleszewski.
De zetel van de gemeente is in Dobrzyca.

## Plaatsen
Sołectwo: Czarnuszka, Dobrzyca, Dobrzyca-Nowy Świat, Fabianów, Galew, Izbiczno, Karmin, Karminek, Karminiec, Koźminiec, Lutynia, Polskie Olędry, Sośnica, Sośniczka, Strzyżew, Trzebin en Trzebowa.
Zonder de status sołectwo : Gustawów, Ruda.

## Aangrenzende gemeenten
- in het zuiden -Krotoszyn, Raszków, Rozdrażew
- in het westen - Koźmin Wielkopolski,
- in het noorden - Jarocin, Kotlin,
- in het oosten - Pleszew,

## Galerij

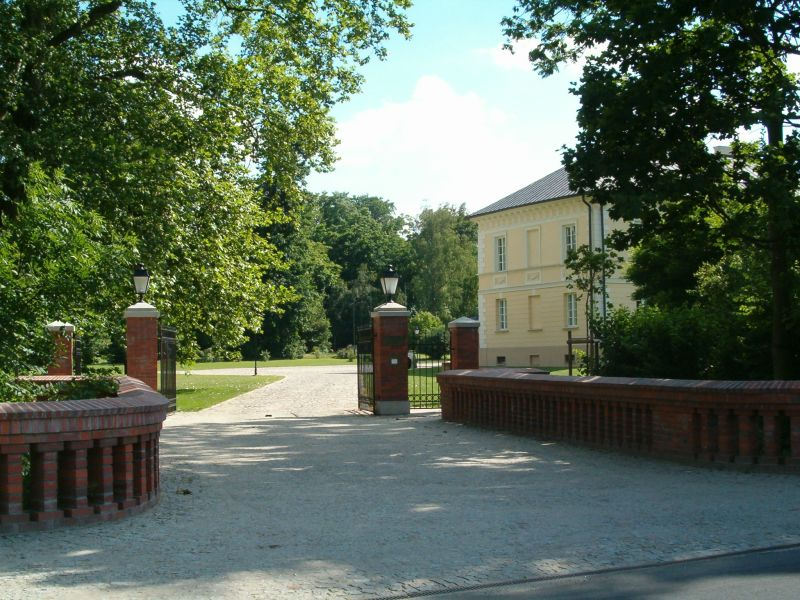
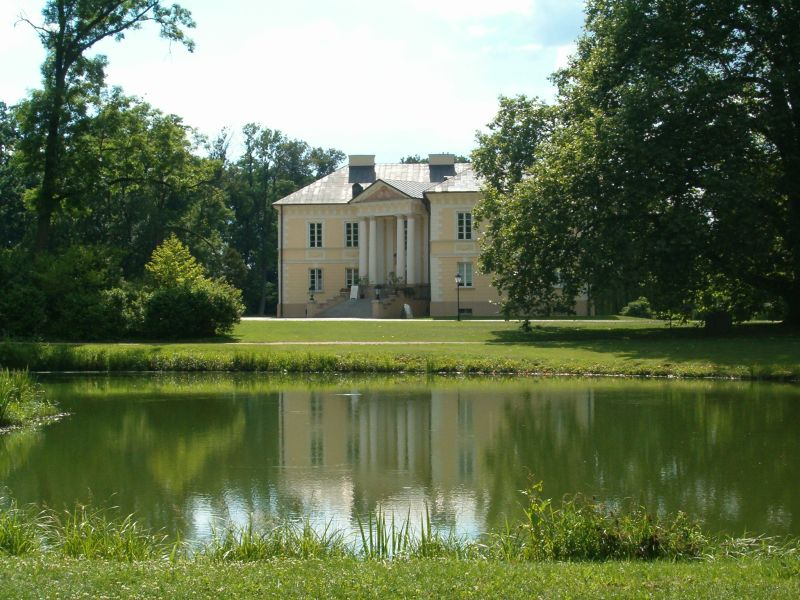
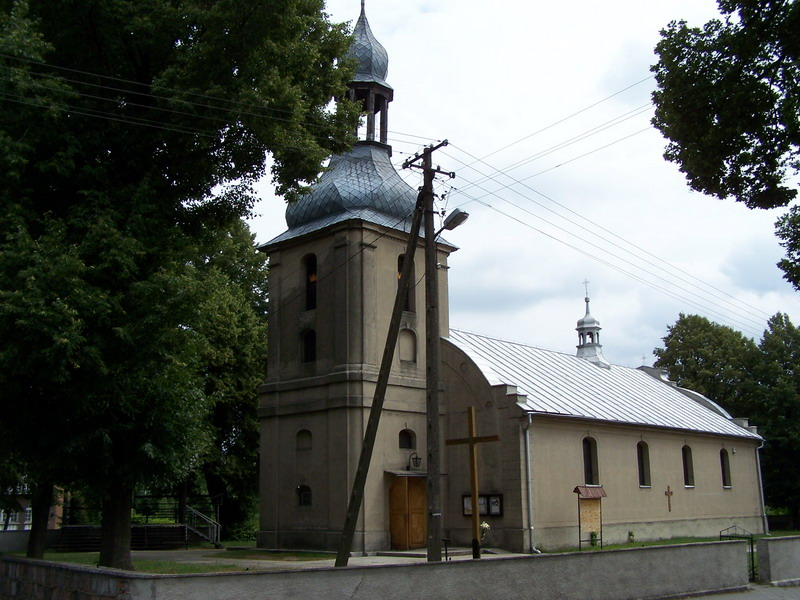
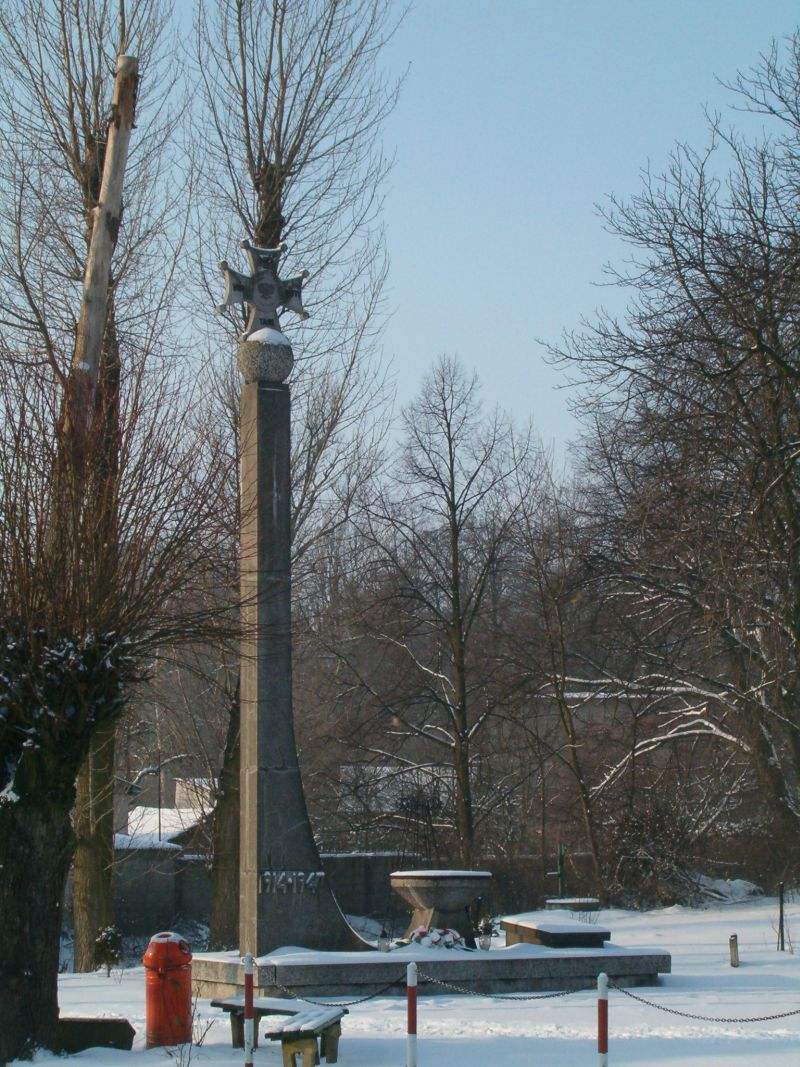
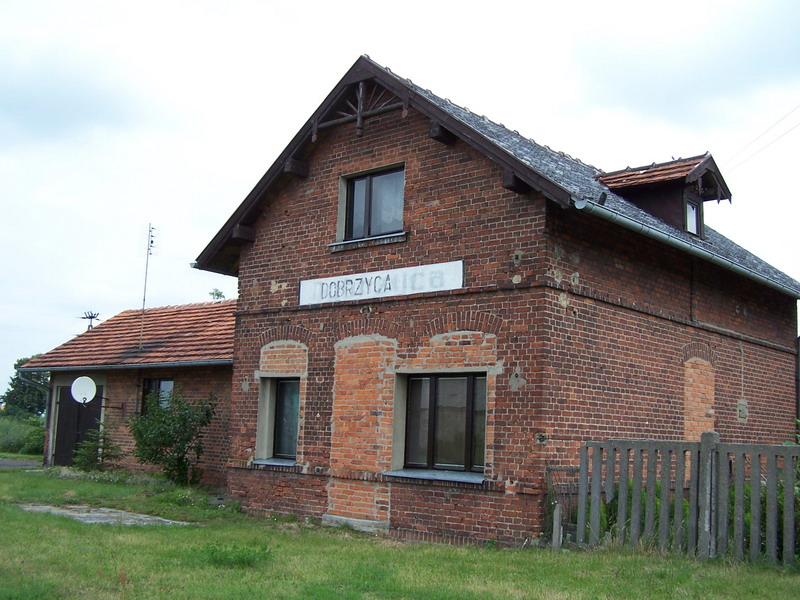